# Vejlen (Aalborg Kommune)
 For alternative betydninger, se Vejlen. (Se også artikler, som begynder med Vejlen)
Vejlen er en landsby i det sydlige Vendsyssel med 53 indbyggere (2008). Vejlen er beliggende to kilometer vest for Vadum og 12 kilometer nord for Aalborg centrum. Landsbyen hører under Aalborg Kommune og er beliggende i Vadum Sogn.
Vejlen er en samling huse opstået, hvor den nu nedlagte del af Thisted Landevej krydsede Vester Halnevej. Vejlen ligger umiddelbart op ad Thisted Landevej og Aalborg Lufthavns militære anlæg. 